# Satanismo di LaVey

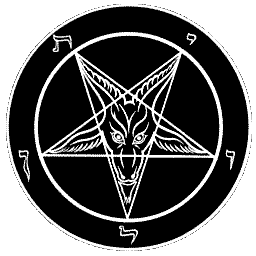
Sigillo di Baphomet, simbolo ufficiale della Chiesa di Satana

Il satanismo di LaVey o satanismo laveyano, talvolta chiamato satanismo razionalista, è una visione del mondo e della vita, ufficialmente praticata dalla Chiesa di Satana.
Il suo teorizzatore e fondatore fu Anton Szandor LaVey, un esoterista, scrittore e musicista statunitense, che per un periodo lavorò anche come fotografo della polizia scientifica, fondatore dell'organizzazione religiosa chiamata Chiesa di Satana. A capo dell'organizzazione si trova un "sommo sacerdote" (assistito dalla "gran sacerdotessa", che in linea con la struttura dell'organizzazione può essergli legata sentimentalmente): fu, dal 1966 al 1997, Anton LaVey. Attualmente il successore è Peter H. Gilmore, insieme alla moglie, Peggy Nadramia.
Quest'organizzazione conta oggi numerosi adepti, molti dei quali dicono pubblicamente di essere satanisti laveyani: per es. nel 2004 il ventiquattrenne Chris Cranmer, un tecnico militare, è stato (ufficialmente) il primo membro della Chiesa a far parte della United States Navy.
La Chiesa di Satana non fa nemmeno mistero della sua esistenza, al punto che il 6 giugno 2006 ha tenuto il suo primo rituale pubblico nella città di Los Angeles.

## Definizione
Il satanismo laveyano o razionalista è un nuovo movimento religioso, sociale, filosofico, e culturale, che si ricollega alla figura di Satana, e si concentra sulla conoscenza, l'esperienza diretta, fiducia e sostegno delle scienze empiriche, il libero pensiero, l'ateismo, il materialismo, la creatività e la libertà personale degli esseri viventi in tutte le sue forme e la crescita autonoma dell'individuo.
Eminenti sociologi, accademici e intellettuali statunitensi considerano il satanismo laveyano sia una filosofia sia un fenomeno di scarso rilievo, prettamente americano.
(James R. Lewis, Jesper Aagaard Petersen, Controversial New Religions, p.404.)
Nel linguaggio comune odierno tuttavia per satanismo s'intende l'adorazione o venerazione della figura chiamata Satana o Diavolo, e in alcuni casi anche dei demoni, da parte di piccoli gruppi organizzati in forma di movimenti, tramite pratiche di tipo cultuale, cerimoniale o liturgico. Tuttavia, questa definizione vale solo per il satanismo tradizionale, che non viene considerato parte del satanismo dai laveyani, ma piuttosto un culto diabolico vero e proprio. La denominazione più appropriata per tale branca satanica, dal punto di vista semantico, sarebbe quella di diabolismo.

## Caratteristiche
Per LaVey, «Satana è un simbolo, nulla di più. Satana simboleggia il nostro amore per tutto ciò che è terreno e la negazione dell'immagine del Cristo pallido e magro sulla croce».

LaVey dichiarò, nel descrivere il suo pensiero, di essere stato pesantemente influenzato dalle idee di Friedrich Nietzsche, Aleister Crowley, Niccolò Machiavelli, Ayn Rand, Carl Jung, Sigmund Freud, Henry Louis Mencken, George Orwell, Wilhelm Reich, Herbert Spencer, Ragnar Redbeard, William Blake, George Bernard Shaw, Michel Foucault, John Milton, Howard Phillips Lovecraft, Fëdor Dostoevskij, Jules Verne, Charles Baudelaire, Oscar Wilde, Charles Finney, John Dee, Epicuro, Giosuè Carducci, Charles Darwin, Mark Twain, marchese De Sade, Jack London, Gabriele D'Annunzio, Sun Tzu, Luigi Pirandello, William Shakespeare, Edgar Allan Poe, Charles Bukowski, Pier Paolo Pasolini, Baruch Spinoza, Giacomo Leopardi, Arthur Rimbaud, Benjamin Walker, Lord Byron, Johann Wolfgang von Goethe, Eliphas Lévi, Joris-Karl Huysmans, Austin Osman Spare, Arthur Edward Waite, Percy Shelley, Paul Verlaine, Bram Stoker, Mary Shelley, Salvador Dalí e dalle biografie di personaggi famosi, come Basil Zaharoff, Cagliostro, Bernardino Nogara, Phineas Taylor Barnum, San Barnaba, Julius Rosenberg, Houdini e Rasputin.
Per LaVey l'uomo è realmente «il suo proprio dio» ed è l'unico responsabile delle sue azioni e del suo destino; la stessa figura di Satana, in contrasto con le altre correnti sataniste, viene intesa come un archetipo, cioè un simbolo di una forza interiore presente in ogni persona: una forza in grado di portare il singolo a vivere una vita realizzata, senza chiedere intercessioni a divinità esterne. 
Questo messaggio è sostanzialmente comune a tutte le correnti di pensiero sataniste: rifiutare il controllo della propria vita da parte di terzi, e vivere in modo responsabile e autonomo, porta a vivere in modo realizzato e libero. La grossa differenza è però nella visione di Satana che la concezione laveyana descrive: "Satana", in questa visione, non rappresenta una reale divinità da servire e adorare, ma il simbolo della propria autodeterminazione. Nelle altre correnti, invece, è visto come una reale entità, cosa che invece è rifiutata da quella laveyana. 
Il satanismo laveyano è quindi, cosa che lo distingue nettamente da tutte le altre visioni, unicamente una concezione della vita umana il cui "dio" è l'uomo stesso, una pratica di vita atea e dedita solo all'aspetto "terreno", tangibile, rifiutando l'esistenza di entità ultraterrene o divinità. Lo stesso Gilmore è arrivato definirlo una "non-religione", essendo questa una visione di stampo molto più spiritualistico che dogmatico.
Anche la ritualistica è vista non come la reale adorazione di una divinità, ma al contrario come uno psicodramma: l'uomo, avendo bisogno di categorizzare, di "toccare con mano" e visualizzare i suoi obiettivi e aspettative, ha quindi la possibilità di farlo attraverso un rito, il quale è solo una manifestazione esteriore, tesa a focalizzare energie già presenti nell'uomo e non a chiedere l'intercessione di un'entità ultraterrena, come invece è per le altre correnti.
Sempre nella ritualistica sono presenti le chiavi enochiane riviste però in modo satanico, in più per LaVey non esiste differenza tra magia bianca e magia nera ma esistono scopi diversi di operare con la magia che per LaVey si distinguono in rituali di compassione, di distruzione e di tipo sessuale. 
Durante le grandi cerimonie di alta magia gli Strumenti usati sono: il vestiario il quale gli uomini e le donne anziane devono usare una tunica nera o blu mentre le donne giovani devono vestirsi con abiti scollati, l'altare che è composto da una donna nuda che rappresenta la Madre Natura, il simbolo di bafometto che secondo LaVey è stato usato dai cavalieri templari per rappresentare Satana, le candele nere, la pergamena, la campanella, il calice, l'elisir, la spada, il fallo, il gong e in alcuni casi anche la musica di Beethoven, Mozart, Wagner, Bach, Čajkovskij, Berlioz, Camille Saint-Saëns, Giuseppe Tartini, Vivaldi, Carl Orff, Musorgskij, Antonín Dvořák, Felix Mendelssohn e Giovanni da Palestrina. 
Durante invece la pratica della bassa magia invece operano utilizzando tecniche manipolatorie come il glamour, i profumi, il fascino e le debolezze di chi si vuole manipolare. 
LaVey inventò anche un tipo di meditazione chiamata "meditazione hatha al bagno" secondo cui se noi ci troviamo nel nostro bagno, sul gabinetto, nella doccia o nella vasca da bagno e ovviamente insonorizzati e isolati dagli altri, con abiti leggeri, i genitali esposti e allentando la tensione fisica e mentale si partoriranno le migliori idee della nostra vita, portando l'esempio di Martin Lutero, Caracalla, Diocleziano e Nerone. 
Per LaVey l'universo è amorale e perciò non garantisce aiuto o difficoltà all'uomo in quanto è indifferente.
Questo tipo di satanismo si propone anche come un ampio difensore della vita respingendo l'idea di reincarnazione, aborto e il suicidio (fatta ad eccezione in caso di eutanasia), per loro infatti dopo la morte si sopravvive solo nel ricordo di chi ci ha conosciuti. 
Il satanismo di LaVey oltre al cristianesimo, all'ebraismo e all'islam rigetta anche le religioni orientali come il buddhismo e l'induismo, critica anche la wicca, il movimento hippy, il politicamente corretto, la psichiatria, il comunismo, il nazismo, il liberalismo e il consumismo, quest'ultimo descritto da LaVey come il culto della morte per la bellezza. Il satanismo di LaVey è anche sostenitore della tassazione dei luoghi di culto, della divisione tra Stato e chiesa, della legge del taglione, del patriottismo, di uno Stato basato sulla forza e sul controllo della polizia, dell'eugenetica e dell'industria proibita. Seppur è un culto edonista, LaVey fu aspramente contro il sacrificio animale e umano, contro le droghe, contro i furti, gli omicidi, i maltrattamento degli animali, gli stupri e qualunque cosa rappresenti una violazione della legge. 
Nella visione di LaVey le feste da ricordare sono il proprio compleanno, Halloween (Samhain), notte di Valpurga (Beltane), equinozio d'autunno (Mabon), equinozio di primavera (Ostara), solstizio d'estate (Litha), solstizio d'inverno (Yule) e infine il Natale come festa di indulgenza (rivisto come Saturnali). 
Mentre i sacramenti satanici sono il battesimo, il matrimonio e il funerale. 
Il satanismo laveyano è aperto oltre che agli eterosessuali anche a omosessuali e asessuali, anche in termini politici è molto aperto ritenendo che chi lo pratica può tranquillamente essere un sostenitore di qualunque ideologia politica che ritiene compatibile con il satanismo di LaVey.

## Fondamenti del satanismo laveyano
Le "convinzioni centrali" del satanismo di LaVey sono formulate in tre elenchi, che sono regolarmente riprodotti all'interno del materiale scritto della Chiesa di Satana.

### Le Nove Affermazioni Sataniche

Il simbolo alchemico dello zolfo, come compare in The Satanic Bible immediatamente sopra alle Nove Affermazioni Sataniche.

Le Nove Affermazioni Sataniche sono un insieme di nove affermazioni impostate da LaVey nei capitoli introduttivi di The Satanic Bible. Sono considerate una pietra miliare del satanismo contemporaneo e costituiscono a tutti gli effetti brevi aforismi che sintetizzano la filosofia satanica. Le prime tre affermazioni riguardano "indulgenza", "esistenza vitale" e "saggezza incontaminata", e presentano una visione positiva del satanista come essere carnale, fisico e pragmatico, dove il godimento dell'esistenza fisica e una visione non diluita di questa verità mondana sono promossi come i valori fondamentali del satanismo, combinando elementi di darwinismo ed epicureismo. Le affermazioni quattro, cinque e sei trattano questioni etiche, attraverso la "gentilezza verso coloro che la meritano", la "vendetta" e la "responsabilità verso i responsabili", dipingendo un quadro duro della società e delle relazioni umane sottolineando la giustizia piuttosto che l'amore. Le affermazioni sette, otto e nove rifiutano la dignità dell'uomo, il peccato e la chiesa cristiana. Gli esseri umani sono caratterizzati come "un animale come un altro", i tradizionali "peccati" sono promossi come mezzi di gratificazione e la religione come mero "business". L'aspetto contraddittorio e antinomiano di Satana ha la precedenza a sostegno delle affermazioni da quattro a nove, con la non conformità presentata come un ideale fondamentale.
1. Satana rappresenta indulgenza invece di astinenza.
2. Satana rappresenta l'energia vitale anziché utopistici sogni spirituali.
3. Satana rappresenta saggezza manifesta invece di autoinganno ipocrita.
4. Satana rappresenta gentilezza e tenerezza a chi le merita invece di amore sprecato agli ingrati.
5. Satana rappresenta vendetta invece di porgere l'altra guancia.
6. Satana rappresenta responsabilità a chi è responsabile invece di considerazione per vampiri psichici.
7. Satana rappresenta l'uomo giusto come un altro animale, talvolta migliore, molto spesso peggiore di quelli che camminano a quattro zampe, che, a causa del suo sviluppo divino spirituale e intellettuale, è diventato l'animale più vizioso di tutti.
8. Satana rappresenta tutti i cosiddetti peccati, finché tutti loro portano a gratificazione fisica, mentale, o sentimentale
9. Satana è stato il miglior amico che la Chiesa abbia mai avuto, perché Egli l'ha tenuta in affari tutti questi anni.[29]

### I Nove Peccati Satanici
1. Stupidità
2. Pretenziosità.
3. Solipsismo.
4. Autoinganno.
5. Conformità al gregge.
6. Mancanza di prospettive.
7. Dimenticanza delle ortodossie passate.
8. Orgoglio controproducente.
9. Mancanza di estetica.[30]

### Le Undici Regole Sataniche della Terra
1. Non dare opinioni o consigli se  non ti viene chiesto.
2. Non confidare le tue difficoltà  ad altri a meno che tu non sia  sicuro che vogliano ascoltarle.
3. Quando sei a casa di un altro dimostragli rispetto, altrimenti non ci andare.
4. Se un ospite a casa tua ti dà fastidio, trattalo con la dovuta crudeltà e spietatezza.
5. Non fare avance sessuali se prima non ti sia stato dato il segnale di accoppiamento.
6. Non prendere ciò che non ti appartiene a meno che non sia un peso per l'altra persona e questa non manifesti il bisogno di esserne alleviata.
7. Riconosci il potere della magia se la hai impiegata con successo per ottenere qualcosa. Se neghi il potere della magia dopo che la hai utilizzata con successo, perderai quello che hai ottenuto.
8. Non lamentarti di qualcosa a cui non hai bisogno di soggiogarti.
9. Non fare del male ai bambini.
10. Non uccidere animali a meno che tu non venga attaccato o per cibartene.
11. Quando sei in giro in territorio pubblico, non dare fastidio a nessuno. Se qualcuno ti dà fastidio, chiedigli di smetterla. Se non la smette combatti anche fino a distruggerlo.

## Elenco cronologico dei preti della Chiesa di Satana
- Anton LaVey - dal 1966 al 1997, anno della sua morte.
- Diane Hegarty - dal 1966 al 1984.
- Blanche Barton - dal 1997 al 2002, anno del suo passaggio al culto "Magistra Templi Rex".
- Peter H. Gilmore - dal 2001 a oggi.
- Peggy Nadramia - dal 2002 a oggi.
- Marilyn Manson è stato nominato reverendo dallo stesso LaVey prima della sua morte.